# Kwas podchlorawy
Kwas podchlorawy, nazwa Stocka: kwas chlorowy(I), HClO – nieorganiczny związek chemiczny, jeden z tlenowych kwasów chloru. Jest nietrwały i znany tylko w postaci rozcieńczonych roztworów.

## Otrzymywanie
Można go otrzymać rozpuszczając chlor w wodzie. Następuje wówczas dysproporcjonowanie:
Cl
2 + 2H
2O  ⇄ HClO + H
3O+
 + Cl−

W wyniku tej reakcji w nasyconym wodnym roztworze ok. 1/3 chloru przekształca się w HClO.
Lepszą metodą jest reakcja chloru z zawiesiną tlenku rtęci(II):
2Cl
2 + 2HgO + H
2O → HgO·HgCl
2 + 2HClO
W ten sposób uzyskał go w 1834 r. jego odkrywca, Antoine Balard.

## Właściwości
Kwas podchlorawy jest bardzo słabym kwasem, natomiast ma silne właściwości utleniające i jest stosowany jako środek wybielający i odkażający. Podczas przechowywania ulega dysproporcjonowaniu do kwasu chlorowego i solnego:
2HOCl + OCl−
 → ClO−
3 + 2H+
 + 2Cl−